# Hormisdas (Papst)
Hormisdas (auch: Hormisda; * in Frosinone, Campagna Romana, Latium; † 6. August 523 in Rom) war vom 20. Juli 514 bis zu seinem Tode Bischof von Rom und römischer Papst.

## Leben und Wirken
Der heilige Hormisdas war ein Witwer und Archidiakon seines Vorgängers Symmachus, als dieser zum römischen Bischof gewählt wurde. Sein Sohn wurde als Silverius später ebenfalls Bischof von Rom.
Eine der ersten Sorgen des Bischofs war es, die letzten Spuren des Laurentianischen Schismas aus Rom zu entfernen und die übrig gebliebenen Abtrünnigen in die Kirche zurückzuführen. Den größten Teil seines Pontifikats beschäftigte er sich mit der Heilung des Schismas (Akakianisches Schisma), das seit 484 zwischen Ost und West bestanden hatte und auf der Exkommunikation des Acacius von Konstantinopel, dem Gemeinschaft mit Monophysiten vorgeworfen wurde, gründete. 519 wurde mit Hilfe eines Glaubensbekenntnisses, der Formel des Hormisdas (formula Hormisdae), das Schisma beendet und die Kirchen von Rom und Konstantinopel wieder vereinigt. Hormisdas hatte das Schreiben 515 an den Patriarchen Timotheos I. gesandt, und 519 sandte es dessen Nachfolger Johannes II. Kappadokes akzeptiert zurück.
Es ist auch ein Briefwechsel zwischen Hormisdas und Patriarch Epiphanios von Konstantinopel, dem Nachfolger des Johannes Kappadokes, erhalten, in dem es um die endgültige Beilegung des Schismas geht.
Er ist der Schutzheilige der Stallknechte und Reitknechte sowie der Stadt Frosinone. Der katholische Gedenktag ist der 6. August.